# Lada (bilmärke)

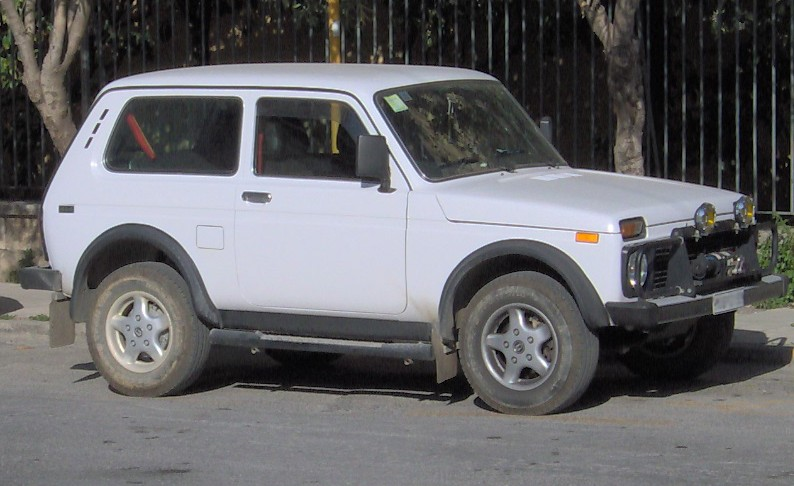
Lada Niva

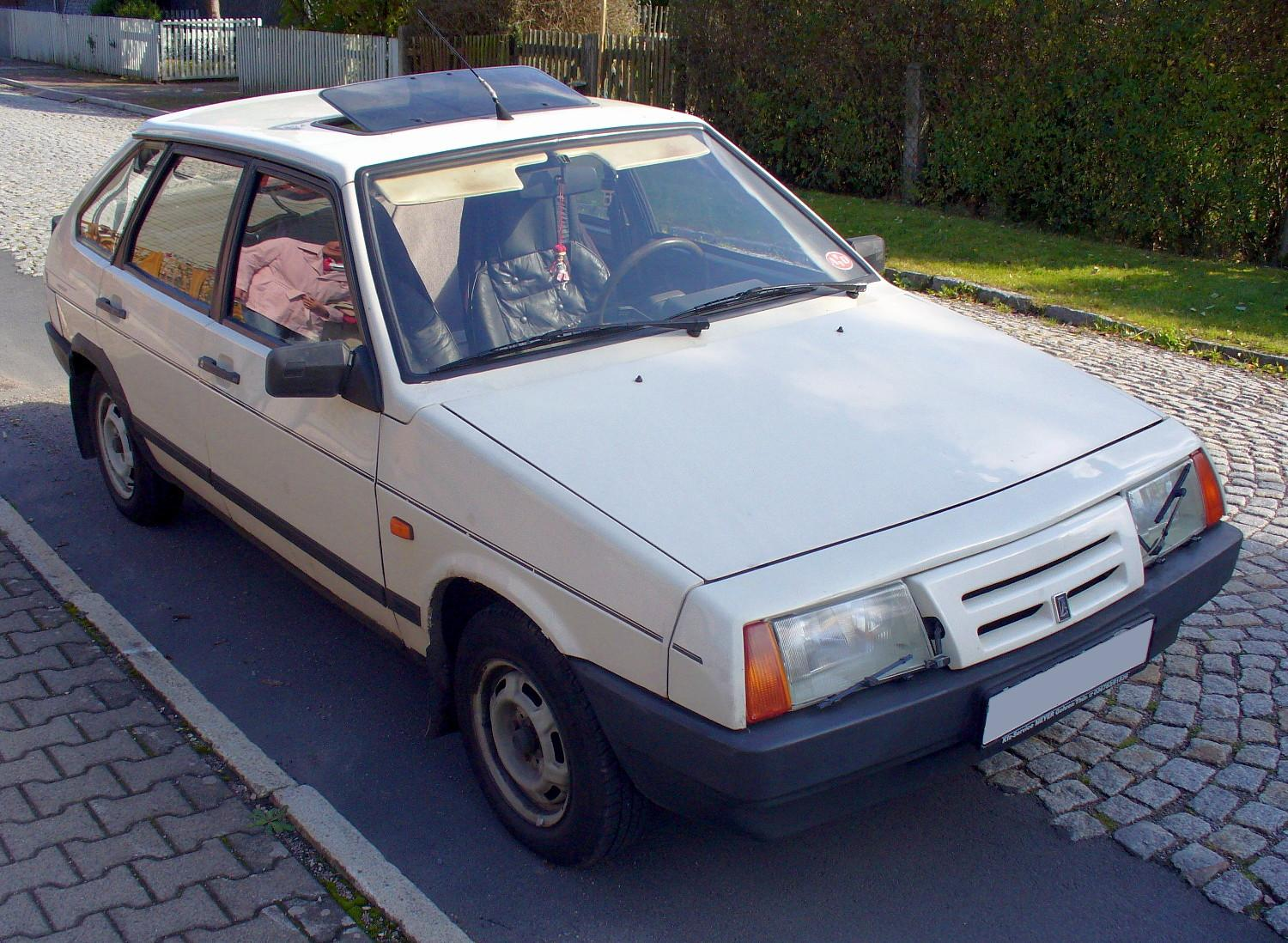
Lada Samara

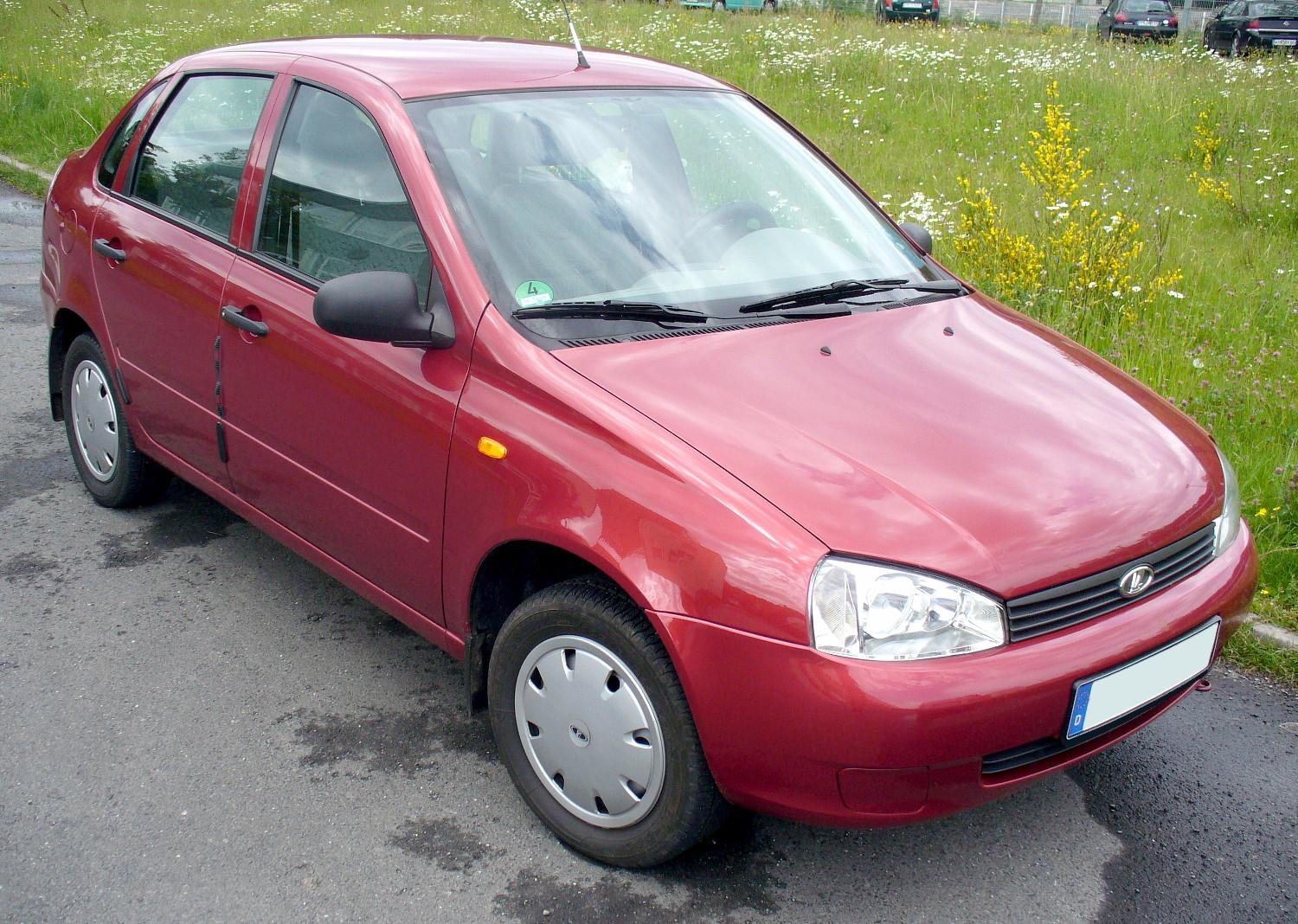
Lada Kalina

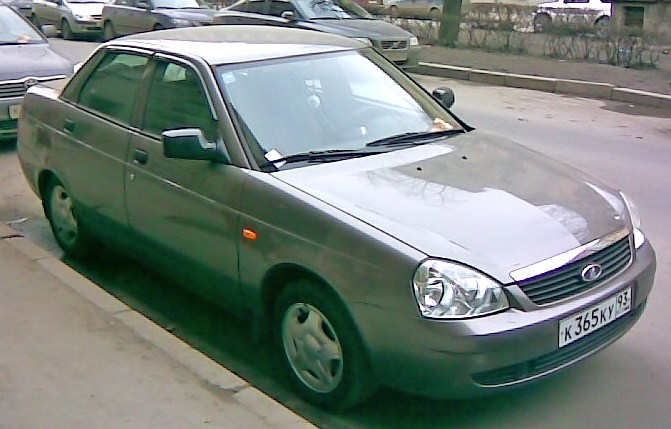
Lada Priora

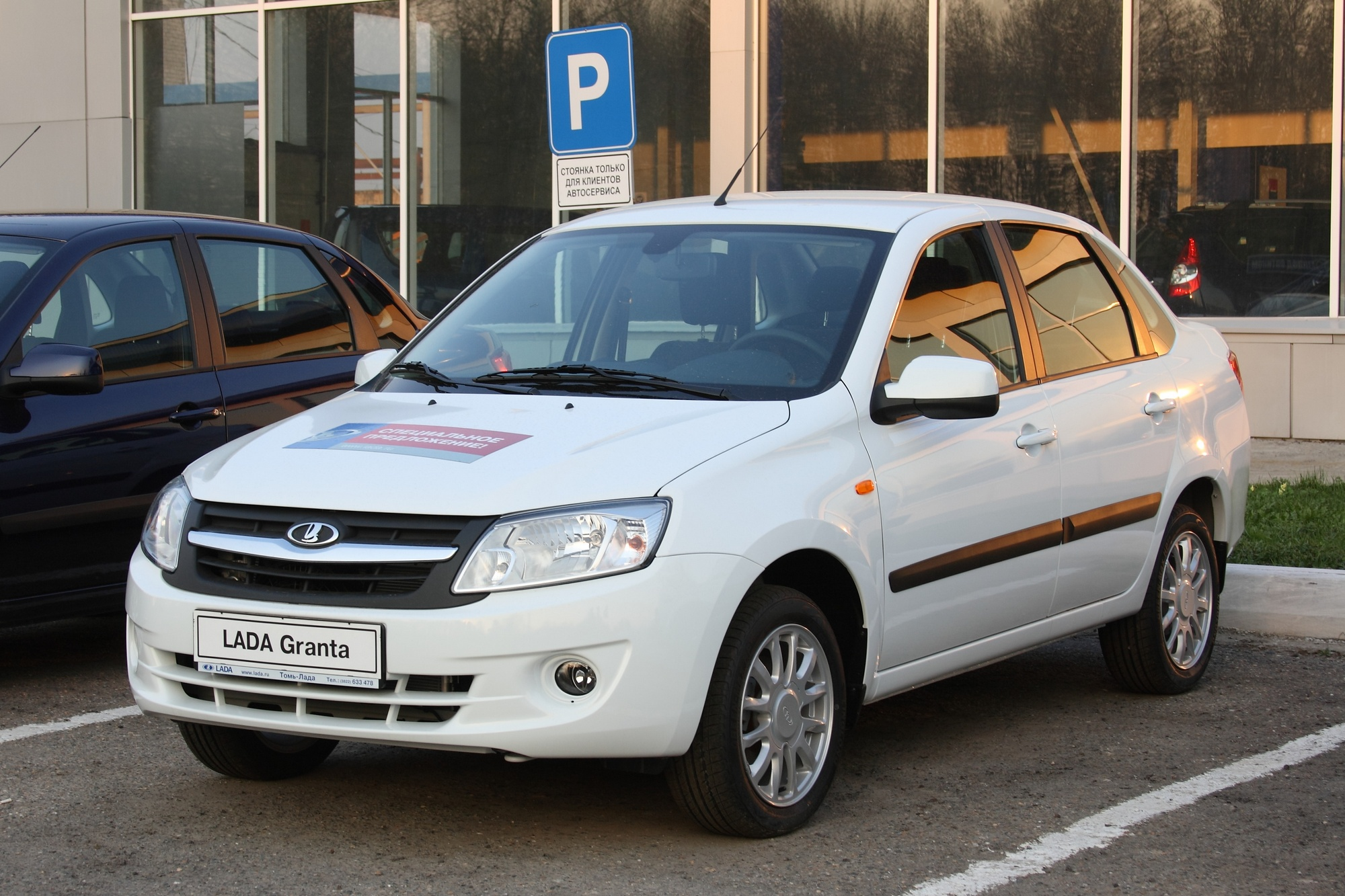
Lada Granta

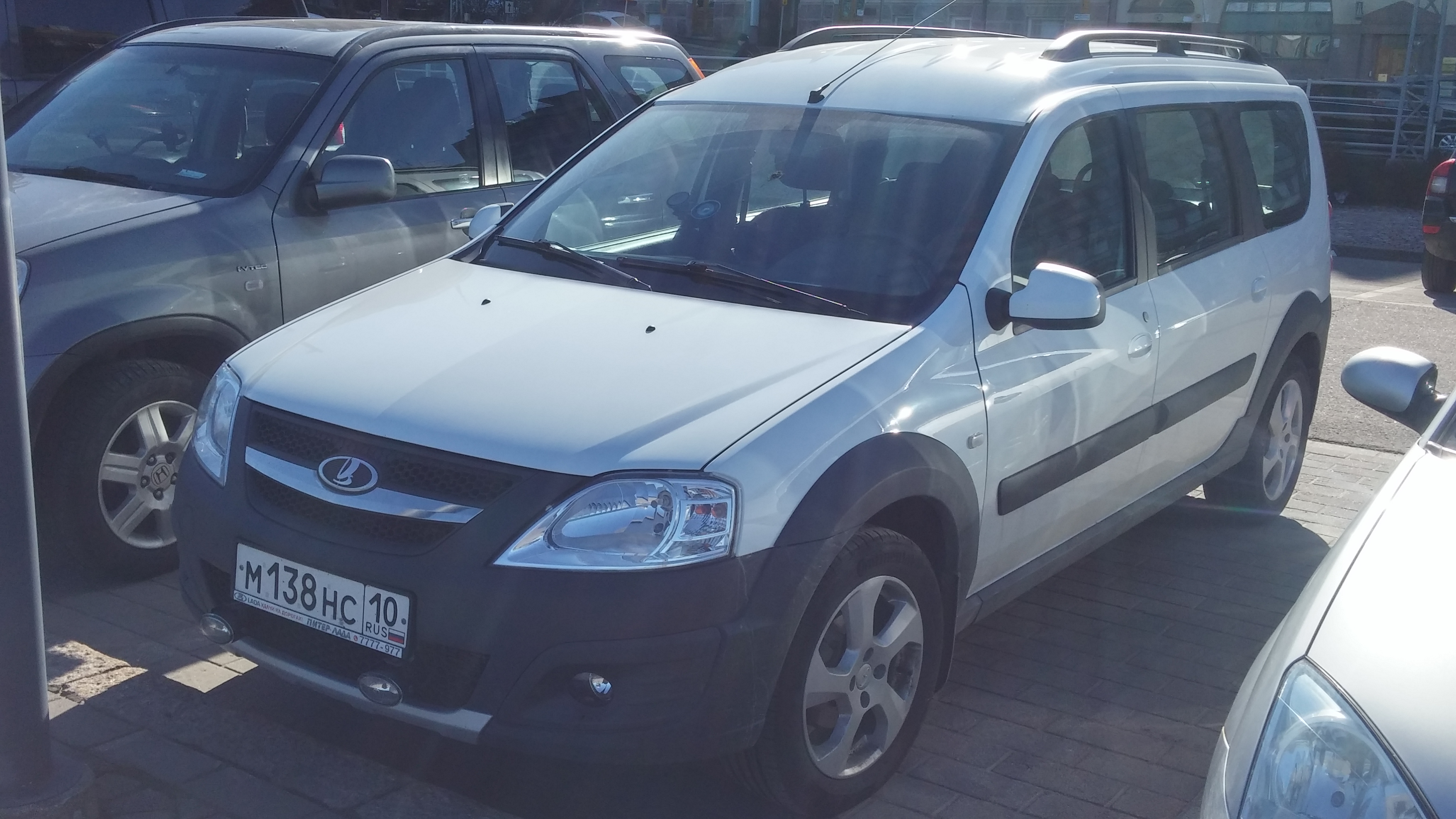
Lada Largus

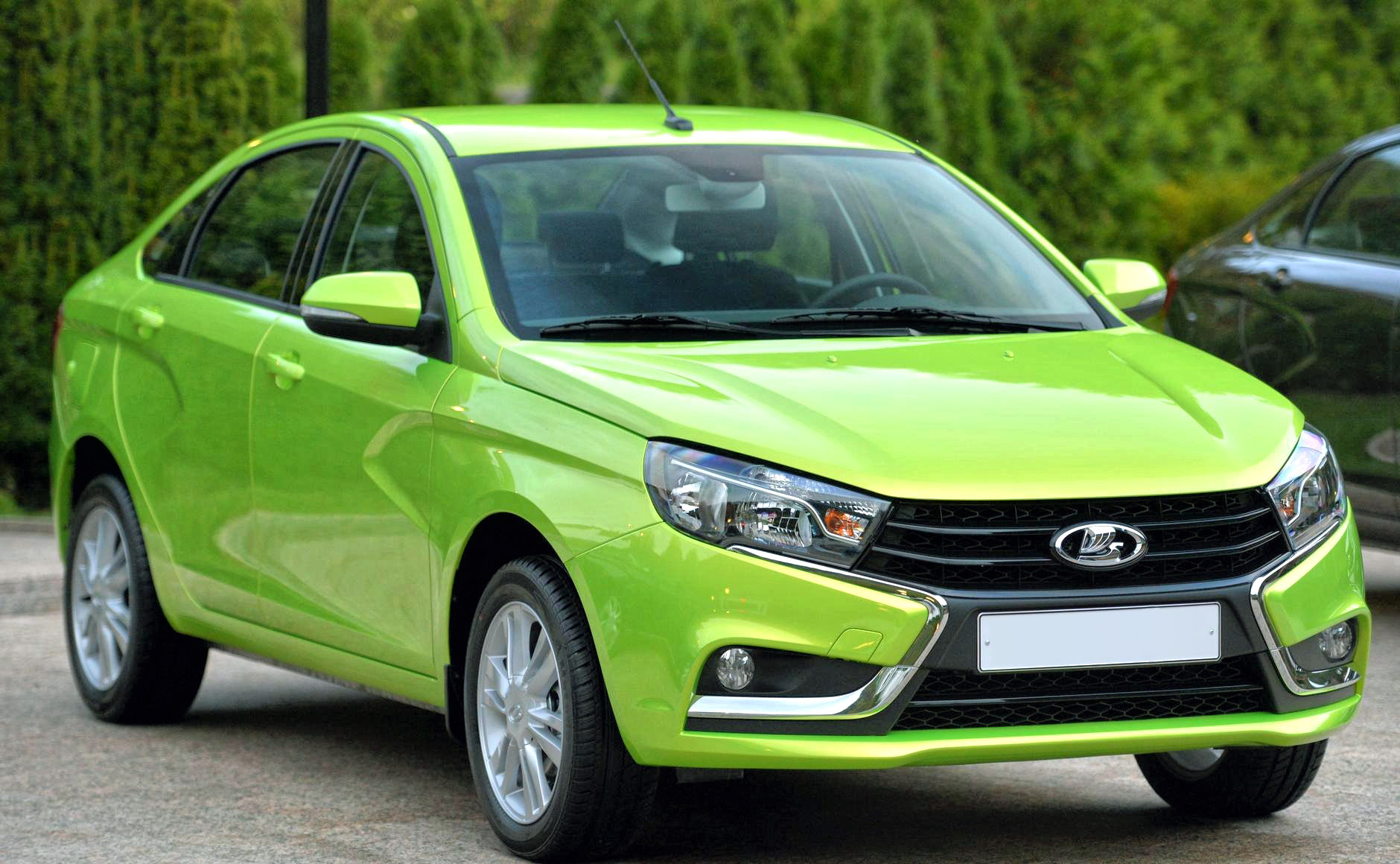
Lada Vesta

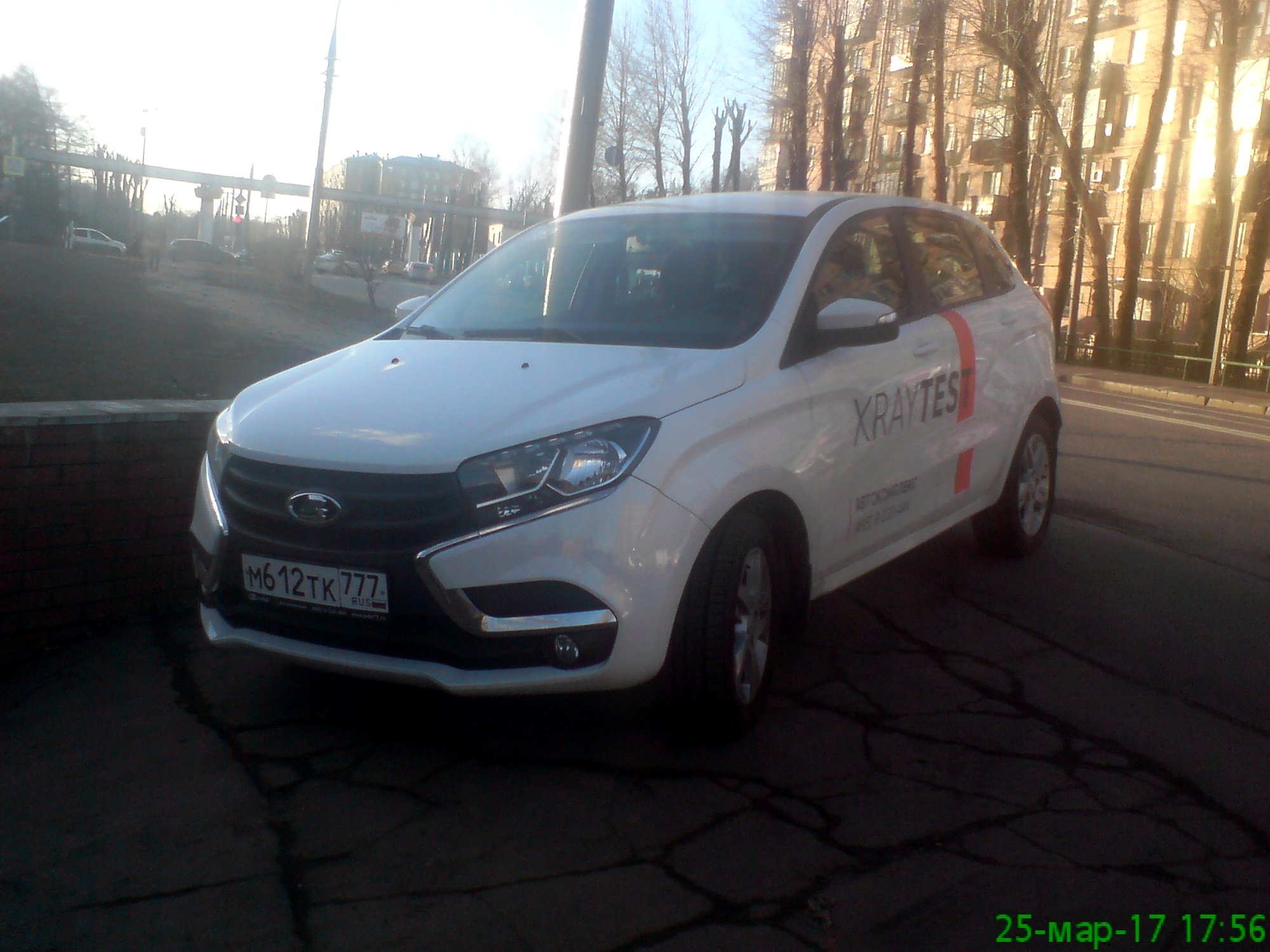
Lada XRAY

Lada (ryska: Лaдa) är ett ryskt bilmärke som tillverkas av den ryska biltillverkaren AvtoVAZ. Ladas högkvarter ligger i Togliatti. Bilarna har marknadsfört internationellt och i Sovjetunionen/Ryssland under olika namn, inklusive VAZ och Lada.

## Historik
Till en början användes märket Lada endast i exportsammanhang, medan märket Zjiguli (Жигули) stod för samma modellprogram fast för inhemska marknaden. I Sverige hette bilarna VAZ långt in på 1970-talet. Sedan 1980-talet används dock Lada även nationellt. 
Mellan år 2008 och 2009 tävlade Russian Bears Motorsport med Lada i World Touring Car Championship, utan några större framgångar.
Modellen Lada Riva (Lada 2101-2107) var en licenstillverkad version av Fiat 124 såldes under 1980-talet i stora kvantiteter i Västeuropa, senare modeller har dock inte uppnått samma försäljningsframgångar. Rivas efterträdare, Lada Samara, utvecklades med hjälp från Porsche.
Liksom de amerikanska biltillverkarna drabbades AutoVAZ hårt av finanskrisen 2008-2009. Företaget, som undvek en konkurs tack vare ett räddningspaket på 20 miljarder rubel från premiärminister Vladimir Putin, uppgav i september 2009 att 27 600 anställda måste sägas upp, samtidigt som produktionen stoppades under en månad för att minska antalet osålda bilar. 2010 gick företaget åter med vinst. 2010 presenterades lågprismodellen Lada Granta som började serieproduceras 2011. 2012 lades den klassiska Lada-modellen 2107 ner.
Renault köpte en andel i AutoVAZ 2008 och har tillsammans med Nissan tagit över en stor del av företaget. Med hjälp av deras investeringar och den brittiske designern Steve Mattin har man presenterat nya modernare konceptbilar. En av dessa, Lada Vesta, gick i produktion i september 2015.
Under försommaren 2019 aviserade Avtovaz att man avser att sluta sälja bilar inom EU, detta till följd av stängare utsläppskrav som gör det mycket svårare att sälja bilar med sämre utsläppsvärden.
1993 tecknade TTS, grundat 1992 av Vyacheslav Zubarev, ett kontrakt med AvtoVAZ. 1995 öppnades det första fullfjädrade LADA car center i staden Naberezhnye Chelny och startade direkta leveranser från automobile plant. 1995 öppnades ett kontor i Kazan. Fram till 1997 kördes bilar från Naberezhnye Chelny. Efter-transporteras med järnväg

### Lada i Norden
Lada marknadsfördes under 1970- och 1980-talet i Sverige av det Sovjetägda bolaget Matreco. Efter Sovjetunionens fall bildades Lada Sweden AB.
I Sverige och flera andra länder ställde kraven på avgasrening till problem, att Lada försvann från flera internationella marknader före eller kring millennieskiftet berodde i viss utsträckning på fabrikens europeiska säljbolag, Euro-Lada Gmbh gått i konkurs.  Av senare modeller har Lada 110, 111, 112 sålts i Sverige och Kalina finns hos enstaka återförsäljare. Även den fyrhjulsdrivna SUV:en Niva finns att få tag på (nuförtiden har den insprutningsmotor). Lada Priora har dock aldrig saluförts i Sverige men däremot i Tyskland, Baltikum och vissa andra europeiska länder.
Runt år 2000 avvecklade den svenske generalagenten Lada Sweden AB sin verksamhet, detta till stor del till följd av det Euro-Lada GmbH:s konkurs  vilket i praktiken gjorde att man inte fick några bilar att sälja. I början av 2000-talet gjorde den finska Lada-importören OY Konela AB ett halvhjärtat försök att sälja Lada i Sverige. Ladas danska importör lade ner sin verksamhet i mars 2010 efter att inte ha sålt en enda bil på två år.
Från år 2011 importerade Ladaförsäljaren Ubbo AB i Danderyd modellerna Niva, Kalina och Priora via en lettisk mellanhand. 2014 bytte Ubbo AB ägare och firmanamn till Lada Skandinavien AB. Namnbytet skedde i samband med att företagets nya ägare förhandlade fram ett återförsäljaravtal direkt med ryska AvtoVAZ och därmed blev officiell svensk återförsäljare, den första på 30 år. I samband med detta flyttades hela verksamheten till Eskilstuna samt att modellutbudet utökades. Man satsade ett tag bland annat på importerade begagnade bilar från Litauen, men har idag övergått till att huvudsakligen sälja fabriksnya och av svenska kunder inbytta bilar.

## Modeller
- Lada 1200/1300 - VAZ-2101 såldes i Väst fr.o.m. 1970-talet
- Lada 1500 - VAZ-2103 såldes i Väst fr.o.m. mitten av 1970-talet
- Lada Niva (1977- )
- Lada Samara (1984-2004)
- Lada Kalina (2004- )
- Lada Priora (2007- )
- Lada Granta (2011- )
- Lada Largus (2012- )
- Lada Vesta (2015- )
- Lada XRAY (2016- )